# Majlinda Nana Rama
Pour les articles homonymes, voir Rama.
Majlinda Nana Rama (Tepelen, 27 mai 1980) est une pédagogue, écrivaine et chercheuse albanaise.